# Dick Nanninga
Dirk Jacobus Willem „Dick“ Nanninga (* 17. Januar 1949 in Groningen; † 21. Juli 2015 in Maaseik, Belgien) war ein niederländischer Fußballspieler. Seinen bekanntesten Auftritt hatte er im Finale der WM 1978, als er das Tor für die letztlich unterlegene niederländische Fußballnationalmannschaft schoss. Der Spieler von Roda JC und MVV Maastricht spielte 15-mal für die Elftal und erzielte dabei sechs Tore.

## Karriere
Nanninga begann seine Karriere beim Amateurverein Oosterparkers. Sein erstes Profiengagement hatte er beim BV Veendam. Nach einem Jahr ging er zu Roda JC in Kerkrade, wo er acht Jahre verbrachte. Nach einem Zwischenspiel in Hongkong bei Seiko Hong Kong kehrte er zur Saison 1983/84 in die Niederlande zurück und spielte bis zum Karriereende 1986 beim MVV Maastricht.
Der kopfballstarke Nanninga hatte sein Debüt in der Nationalmannschaft im Freundschaftsspiel gegen Tunesien in der Vorbereitung zur WM 1978, in dem er zwei Treffer erzielte. Bei der WM wurde er im Spiel gegen die bundesdeutsche Mannschaft wegen Schiedsrichterbeleidigung des Platzes verwiesen. Im Finale gegen den Gastgeber Argentinien glich er in der 82. Minute das 1:0 durch Mario Kempes aus. Nanninga, der erst in der 59. Minute für Johnny Rep ins Spiel gekommen war, zwang so die Argentinier in die Verlängerung. Bei der EM 1980 stand er wiederum im Aufgebot der Elftal, diese schied allerdings schon in der ersten Runde aus.
Im Juli 2012 unterzog sich Nanninga in Genk einer Operation, bei der als Folge einer Diabetes-Erkrankung sein linker Unterschenkel amputiert wurde und infolge derer er fünf Monate lang im künstlichen Koma lag. Im Jahre 2014 wurde auch sein rechter Unterschenkel amputiert. Im Juli 2015 starb Nanninga im Alter von 66 Jahren in einem Krankenhaus im belgischen Maaseik.